# Найдич Дмитро Васильович
Найдич Дмитро Васильович (псевдо: «Кир», «Чорнота», «Шварно», «145-а»; 1921, с. Лани, тепер Дубовецька сільська громада, Івано-Франківська область — 3 січня 1952, там же) — керівник Станиславівського надрайонного проводу ОУН, лицар Бронзового хреста бойової заслуги УПА.

## Життєпис
В УПА з січня 1944 р. Стрілець, командир рою сотні «Змії» (1944), командир чоти сотні УПА «Сірі» куреня «Дзвони» ТВ 22 «Чорний Ліс» (1945—1947). 
Референт СБ (1948—1949), а відтак керівник (1950-06.1951) Ланчинського районного проводу ОУН, керівник Станиславівського надрайонного проводу ОУН (06-08.1951). 
5.08.1951 р. на пункті зв'язку захоплений у полон агентурно-бойовою групою відділу 2-Н УМДБ Погодився на співпрацю з ворогом, але 17.09.1951 р. утік та повернувся до лав підпілля. Загинув у бою з опергрупою МДБ. Старший вістун (?), булавний (10.10.1945), старший булавний (15.12.1946), хорунжий (14.10.1947) УПА.

## Нагороди
- Згідно з виданням Станиславівського тактичного відтинку УПА «Чорний ліс» ч. 5-6 від травня-червня 1948 р. старший булавний УПА Дмитро Найдич — «Кир» нагороджений Бронзовим хрестом бойової заслуги УПА.

## Вшанування пам'яті
- 1.12.2017 р. від імені Координаційної ради з вшанування пам'яті нагороджених Лицарів ОУН і УПА у м. Галич Івано-Франківської обл. Бронзовий хрест бойової заслуги УПА (№ 036) переданий Василю Найдичу, племіннику Дмитра Найдича — «Кира».